# Simulium tenuatum
Simulium tenuatum är en tvåvingeart som beskrevs av Chen 2000. Simulium tenuatum ingår i släktet Simulium och familjen knott.
Artens utbredningsområde är Guizhou (Kina). Inga underarter finns listade i Catalogue of Life.